# Aparammoecius ivani
Aparammoecius ivani är en skalbaggsart som beskrevs av Zdzisława Stebnicka 1989. Aparammoecius ivani ingår i släktet Aparammoecius och familjen Aphodiidae. Inga underarter finns listade i Catalogue of Life.